# Memoria de Pez
Memoria de Pez fue una banda de rock española procedente de Amorebieta (Vizcaya). 

## Historia
La banda se formó en el año 2007, con el nombre de Bir Litter y sus miembros eran Jon Calvo, Laka, Sitxu e Iban.
El cantante, líder y precursor de la banda es Jon Calvo, que a su vez es cantante de Inconscientes (antes conocidos como La Inconsciencia de Uoho). Precisamente fue Iñaki Antón "Uoho", guitarrista de Extremoduro, quién les ofreció grabar, para su discográfica Muxik, su primer disco. Así en 2008, lanzaron En el mar de los sueños.
Durante 2008, fueron teloneros tanto de Extremoduro como de Poncho K en varias ocasiones, y fueron seleccionados por la revista especializada de rock "Maneras de Vivir", como la "banda revelación de 2008".
Tres años más tarde, ya en 2011, grabaron y lanzaron su segundo disco de estudio titulado: 100 nudos por segundo. Disco producido por Íñigo Etxebarrieta, con el que obtuvieron reconocimiento lejos del País Vasco, y con el que comenzaron una gira de presentación por todo el territorio nacional.
En 2013 se produjo el lanzamiento de su tercer trabajo, que contó con colaboraciones especiales, como la de Robe Iniesta, y que fue grabado en los estudios Muxikon de Mungia (Vizcaya) por Jorge Etxebarrieta. De título, Tocar madera, lanzaron su primer sencillo "No quiero verte" para las plataformas iTunes y Spotify.
En 2014, el bajista Iban deja la banda y se incorpora, Ekain. 
En 2016, gracias a una plataforma crowd funding, lanzan un álbum recopilatorio titulado Serendipia donde remezclan y versionan algunos de sus temas pasados en un ambiente más acústico.

## Discografía
- En el mar de los sueños (2008)

| 1. Solos tú y yo 2. Delante del espejo 3. Bir Litter 4. Rock&roll a mi manera 5. Madrid 6. Mírate 7. Mil lugares 8. El genio de la botella 9. Por el día se marcharán 10. Tarro de miel |

- 100 nudos por segundo (2011)

| 1. 100 nudos por segundo 2. Me dejo llevar 3. Celos 4. Buscando tus pies 5. Julia 6. Herraduras oxidadas 7. Mientras sale el sol 8. Soledad 9. Buenas intenciones 10. Pesadilla 11. Bajo las estrellas |

- Tocar madera (2013)

| 1. Huele a quemado 2. Tus rincones 3. Me voy a cantar 4. Todo tuyo (con Robe Iniesta) 5. Si no entiendes nada 6. Palabras en el fango 7. No quiero verte 8. Dame un poco más |

- Serendipia (2016)

| 1. Todo tuyo 2. Buscando tus pies 3. Herraduras oxidadas 4. Huele a quemado 5. Por el día se marcharán 6. Si no entiendes nada 7. No quiero verte 8. Celos 9. Tus rincones |